# Вакси
Вакси́ (фр. Vaxy) — коммуна во французском департаменте Мозель региона Лотарингия. Относится к  кантону Шато-Сален.	

## География
Вакси расположен в 39 км к юго-востоку от Меца. Соседние коммуны: Ваннкур и Дален на северо-востоке, Бюрльонкур на востоке, Пюттиньи и Обрек на юго-востоке, Шато-Сален, Любекур, Амелекур и Жербекур на юго-западе, Фонтени на северо-западе.

## История
- Бывший домен аббатства Горз.
- Деревня присоединена к Франции в 1661 году.

## Демография
По переписи 2008 года в коммуне проживало 155 человек.	

## Достопримечательности
- Следы галло-романской культуры.